# Hal (stato mistico)
Ḥāl (in arabo ﺣﺎﻝ‎?, lett. "stato" o "condizione", pl. aḥwāl) è uno speciale, temporaneo stato di consapevolezza, generalmente prodotto da pratiche spirituali, riconosciuto nell'ambito del Sufismo.
Un ḥāl è transitorio per natura e non si dovrebbe tentare di prolungarlo. È il risultato di un'influenza di tipo psicologico o spirituale di cui fa esperienza l'uomo durante il suo progredire nell'ascesi verso Dio. Da questo derivano i concetti di Estasi (wajad), Annientamento (istilam), Felicità (bast), Scoramento (qabd), Risveglio (sahû)  Ebbrezza (sukr), e altri ancora.

Si mostrano come lampi sull'orizzonte, lampi accecanti di luce che spariscono subito. In ogni caso, queste fasi sono indispensabili per la liberante esperienza dell'Uomo; tramite questi Egli può distinguere con la propria coscienza ciò che è perituro da ciò che è destinato a durare. Secondo Ibn Arabi, Fanaa (al-fanâ) (estinzione) è l'apice del hāl.